# 나카쓰가와시
나카쓰가와시(일본어: 中津川市)는 일본 기후현 남동부에 있는 도시이며 도노 동부의 핵심 도시이다. 기후시에서는 멀고 나가노현과 가깝지만 경제·교통 및 문화 면에서는 아이치현의 영향력이 크다. 단층이 종횡으로 지나기 때문에 산지가 많고 기소강으로 흘러드는 하천은 모두 소규모이지만 맑아서 기소강 수계에서 물이 깨끗한 것으로 유명한 지역이다.

## 지리
구릉지가 많은 도노에서 북부와 남부를 중심으로 산지가 넓게 분포하는 점이 특징이다. 남부에서는 중심부에서도 보이는 기소산맥 최남단의 에나산(2,191m)과 그 전면에 마에야마산·호고산 등 뵤부 산계가 북동-남서 방향으로 이어지고, 북부에서는 아데라 산지가 북서-남동 방향으로 산이 이어진다. 북부는 헤이세이 대합병으로 나카쓰카와에 편입된 게이호쿠(구 에나군 북부) 지역이다. 가장 고도가 낮은 곳은 230m이고 전체적으로 보았을 때는 각 하천의 하류 방향을 따라 동쪽에서 서쪽을 향해 고도가 낮아진다.
단층 운동으로 상대적으로 침강한 분지에 기소강의 지류인 나카쓰강 등이 흘러들어 형성된 경사가 있는 단구면에 시가지가 분포하는 비탈이 많은 마을이다. 시를 동서로 횡단해 흐르는 기소강과 시가지 사이에는 구릉이 있다.
중심부는 일찍이 나카센도의 역참 마을인 나카쓰카와주쿠로 번창한 나카쓰 지구이다.

## 인접하는 자치체
- 기후현
  - 에나시
  - 게로시
  - 가모군 시라카와정, 히가시시라카와촌

- 나가노현
  - 기소군 나기소정, 오타키촌, 오쿠와촌
  - 시모이나군 아치촌, 히라야촌

## 역사
- 1951년 4월 1일 - 에나군 나카쓰정과 나에기정이 합병해 나카쓰가와정이 성립했다.
- 1952년 4월 1일 - 시로 승격하였다.
- 1954년 7월 10일 - 에나군 사카모토촌을 편입하였다.
- 1956년 9월 30일 - 에나군 오치아이촌을 편입하였다.
- 1957년 11월 1일 - 에나군 아기촌을 편입하였다.
- 2005년 2월 13일 - 기후현 에나군 사카시타정·가와우에촌·가시모촌·쓰케치정·후쿠오카정·히루카와촌 및 나가노현 기소군 야마구치촌을 편입하였다.

## 교통

### 철도
- 도카이 여객철도 주오 본선
- 아케치 철도 아케치선: 아기 지구를 통과한다.

### 도로
- 주오 자동차도
- 국도 제19호선
- 국도 제256호선
- 국도 제257호선
- 국도 제363호선

## 인구
| 연도 | 인구   | ±%    |
| ---- | ------ | ----- |
| 1970 | 79,593 | —     |
| 1980 | 83,539 | +5.0% |
| 1990 | 84,410 | +1.0% |
| 2000 | 85,004 | +0.7% |
| 2010 | 80,910 | −4.8% |
| 2020 | 76,570 | −5.4% |

## 기후
| 나카쓰가와시의 기후                                          | 나카쓰가와시의 기후 | 나카쓰가와시의 기후 | 나카쓰가와시의 기후 | 나카쓰가와시의 기후 | 나카쓰가와시의 기후 | 나카쓰가와시의 기후 | 나카쓰가와시의 기후 | 나카쓰가와시의 기후 | 나카쓰가와시의 기후 | 나카쓰가와시의 기후 | 나카쓰가와시의 기후 | 나카쓰가와시의 기후 | 나카쓰가와시의 기후 |
| 월                                                           | 1월                 | 2월                 | 3월                 | 4월                 | 5월                 | 6월                 | 7월                 | 8월                 | 9월                 | 10월                | 11월                | 12월                | 연간                |
| ------------------------------------------------------------ | ------------------- | ------------------- | ------------------- | ------------------- | ------------------- | ------------------- | ------------------- | ------------------- | ------------------- | ------------------- | ------------------- | ------------------- | ------------------- |
| 역대 최고 기온 °C (°F)                                       | 14.8 (58.6)         | 19.0 (66.2)         | 24.1 (75.4)         | 29.2 (84.6)         | 32.6 (90.7)         | 35.1 (95.2)         | 39.2 (102.6)        | 38.8 (101.8)        | 36.5 (97.7)         | 31.3 (88.3)         | 23.7 (74.7)         | 21.8 (71.2)         | 39.2 (102.6)        |
| 일평균 최고 기온 °C (°F)                                     | 6.9 (44.4)          | 8.6 (47.5)          | 13.5 (56.3)         | 18.6 (65.5)         | 24.4 (75.9)         | 27.0 (80.6)         | 30.6 (87.1)         | 32.4 (90.3)         | 28.0 (82.4)         | 22.2 (72.0)         | 15.8 (60.4)         | 9.2 (48.6)          | 19.8 (67.6)         |
| 일일 평균 기온 °C (°F)                                       | 1.1 (34.0)          | 2.3 (36.1)          | 6.5 (43.7)          | 11.7 (53.1)         | 17.5 (63.5)         | 21.0 (69.8)         | 25.0 (77.0)         | 26.1 (79.0)         | 22.1 (71.8)         | 16.1 (61.0)         | 9.4 (48.9)          | 3.6 (38.5)          | 13.5 (56.4)         |
| 일평균 최저 기온 °C (°F)                                     | −3.5 (25.7)         | −2.7 (27.1)         | 0.7 (33.3)          | 5.5 (41.9)          | 11.1 (52.0)         | 16.4 (61.5)         | 20.9 (69.6)         | 21.9 (71.4)         | 17.7 (63.9)         | 11.4 (52.5)         | 4.3 (39.7)          | −0.8 (30.6)         | 8.6 (47.4)          |
| 역대 최저 기온 °C (°F)                                       | −10.4 (13.3)        | −10.2 (13.6)        | −6.8 (19.8)         | −4.2 (24.4)         | 1.3 (34.3)          | 7.6 (45.7)          | 16.5 (61.7)         | 15.8 (60.4)         | 7.9 (46.2)          | 0.7 (33.3)          | −3.1 (26.4)         | −8.4 (16.9)         | −10.4 (13.3)        |
| 평균 강수량 mm (인치)                                        | 59.0 (2.32)         | 90.6 (3.57)         | 141.0 (5.55)        | 165.3 (6.51)        | 153.8 (6.06)        | 219.5 (8.64)        | 289.7 (11.41)       | 240.1 (9.45)        | 241.8 (9.52)        | 178.5 (7.03)        | 91.4 (3.60)         | 76.1 (3.00)         | 1,907.1 (75.08)     |
| 평균 강수일수 (≥ 1.0 mm)                                     | 5.9                 | 7.7                 | 10.1                | 10.5                | 9.9                 | 13.8                | 15.5                | 12.9                | 11.6                | 9.9                 | 7.5                 | 8.7                 | 124                 |
| 평균 월간 일조시간                                           | 160.8               | 160.9               | 195.3               | 191.2               | 230.3               | 157.3               | 167.8               | 195.3               | 160.1               | 164.4               | 154.6               | 137.3               | 2,077.9             |
| 출처: 일본 기상청 (평년값: 2010년~2020년, 극값: 2010년~현재) |                     |                     |                     |                     |                     |                     |                     |                     |                     |                     |                     |                     |                     |